# Stablecoin
Een stablecoin is een speciaal soort cryptogeld waarbij de waarde van de virtuele of digitale munt is gekoppeld aan een specifiek actief. Dit laatste kan zijn fiduciair geld, zoals de Amerikaanse dollar, bepaalde grondstoffen of een andere cryptomunt. Voor een stablecoin is een volledige of goede dekking het speciale actief een vereiste. Op deze wijze kan de vaste waardeverhouding tot het gekozen actief worden gerealiseerd.

## Onderliggend actief
De stabiliteit van de stablecoin is mede afhankelijk van het gekozen actief. De waarde van de stablecoins zal in waarde veranderen als het actief waaraan het is gekoppeld van waarde verandert.
Er zijn drie soorten van actief die gebruikt worden om de waarde van de stablecoin te koppelen. Veruit de meest gebruikte is de koppeling aan een bepaalde valuta (Engels: fiat-backed). Hierbij is de Amerikaanse dollar bijzonder populair, al zijn andere valuta ook geschikt. Verder kan de waarde worden gekoppeld aan een grondstof of een mandje van grondstoffen. Tot slot is een koppeling mogelijk met een of een mandje van cryptogeld. 
Het actief waaraan de waarde van de stablecoin is gekoppeld, dient in verhouding te staan aan de hoeveelheid stablecoins in omloop. De Amerikaanse dollar wordt internationaal veel verhandeld en bij een grote vraag of aanbod van stablecoins kan de beheerder snel dollars kopen of verkopen om de dekking intact te houden. Bij minder liquide activa kan een forse in- of uitstroom van stablecoins leiden tot prijsveranderingen van het gekoppelde actief wanneer de beheerder de dekking intact wil houden.

## Beheerder
De beheerder brengt de stablecoin in omloop. Zijn taak is er voor te zorgen dat de hoeveelheid stablecoins in omloop gedekt wordt door het actief waaraan de stablecoin is gekoppeld. Wanneer de beheerder niet over het benodigde dekking beschikt, kan de stablecoin aan waarde verliezen. De beheerder is tevens de beheerder van het handelsplatform waar beleggers de stablecoin kunnen kopen of verkopen.
De beheerder zal transparant moeten zijn over de dekking van de stablecoin. Geruchten over een gebrek aan dekking kan leiden tot wantrouwen en daarmee leiden tot de verkoop van de stablecoin.
Voor de beheerder heeft fiduciair geld een voordeel. Het geld ontvangen bij de verkoop van stablecoins kan worden gestald op spaarrekeningen bij banken of worden belegd in kortlopende staatsobligaties. Dit levert dan rente op dat ter dekking van de kosten van de beheerder kan dienen, de beheerder zelf betaalt geen rente op de stablecoins. Bij grondstoffen of cryptogeld zijn er geen vergelijkbare inkomsten.
De beheerder loopt altijd nog een kredietrisico, als de bank waar het spaargeld staat failliet gaat, is er een kans dat de beheerder het spaargeld niet of niet volledig terugkrijgt. Dit probleem is te verkleinen door het spaargeld te spreiden over diverse banken. Verder heeft de beheerder een eigen vermogen waaruit eventuele verliezen uit hoofde van kredietrisico’s kunnen worden opgevangen. Een stijging van de rente, onderdeel van het renterisico, kan leiden tot koersdalingen van de obligaties waardoor de dekking niet meer intact is. Verder leidt een renteverlaging tot minder inkomsten voor de beheerder.

## Gebruik stablecoins
Stablecoins zijn een soort koppeling tussen de cryptomarkten en de traditionele financiële markten.
Stablecoins maken bij betalingen gebruik van blockchaintechnologie en niet van traditionele bankoverschrijvingen.
Handelaren gebruiken stablecoins om eenvoudig te wisselen tussen verschillende cryptomunten zonder telkens terug te moeten naar fiduciair geld.

## Risico’s van stablecoins
Stablecoins kennen een gebrek aan regulering. Toezichthouders zijn wel bezig met de regulering, maar dit is nog werk in uitvoering. In de Europese Unie wordt de nieuwe verordening Markten in Cryptoactiva (MiCA) uitgerold. Medio 2025 is in het Amerikaans Congres actief bezig met het wetgevingsvoorstel van de zogenaamde GENIUS Act, waarbij GENIUS staat voor Guiding and Establishing National Innovation for U.S. Stablecoins of 2025. Het doel van deze wet is om een duidelijk juridisch kader te bieden voor stablecoins. Er is bijvoorbeeld geen depositogarantiestelsel voor tegoeden die bij de beheerder van de stablecoin uitstaan.
Bij stablecoins is er een tegenpartijrisico. Dit betekent in het meest extreme geval dat zelfs de beheerder niet bekend is, of dat beheerder niet in staat is de beloofde waarde te behouden. 
Als door negatief nieuws het vertrouwen verloren gaat in de beheerder van de stablecoin, of wellicht een ander beheerder, over de mate van dekking kan dit leiden tot een snelle waardedaling.
Net als bij andere digitale systemen zijn stablecoins vatbaar voor computercriminaliteit en softwarefouten. Een beveiligingslek kan resulteren in diefstal of manipulatie van de waarde van de stablecoin.
Stablecoins streven naar stabiliteit, maar bij grote financiële onrust is dit moeilijk. Het is dan ook nog de vraag of het onderliggende actief zijn waarde behoud.

## Enkele bekende stablecoins
- Tether (USDT): De grootste stablecoin met een waarde gekoppeld aan de Amerikaanse dollar.
- USD Coin (USDC): Ook gekoppeld aan de dollar met Circle Internet Group als beheerder.
- Euro Tether (EURt): Gekoppeld aan de euro.

Begin juli 2025 waren er stablecoins in omloop met een totale waarde van ruim US$ 220 miljard. Er waren twee stablecoins die tezamen meer dan 95% van dit totaal uitmaakten, USDT vertegenwoordigde 70% van het totaal en USDC iets meer dan een kwart.

## Voormalige stablecoins
Veel stablecoins zijn reeds ten onder gegaan. Redenen voor de mislukking zijn divers, waaronder gebrekig beheer van het onderpand, liquiditeit en veiligheid, dit alles kan leiden tot een gebrek aan vertrouwen. Als een van deze elementen faalt, kan zelfs de meest veelbelovende stablecoin instorten.
De grootse stablecoins die ten onder is gegaan is TerraUSD (UST). UST had een link met Terra's LUNA, een cryptomunt. Een algoritme moest de waarde reguleren en via deze indirecte link werd een vaste waarde van één UST met één Amerikaanse dollar beloofd. De UST werd in 2020 geïntroduceerd door de Zuid-Koreaan Do Kwon. Door een golf van wantrouwen werd in mei 2022 de link tussen de twee gebroken. In zeer korte tijd daalde de waarde van de UST en LUNA met een waardeverlies van US$ 40 miljard voor de beleggers in deze cryptomunten.